# Pedrosa del Rey
Pedrosa del Rey ist ein nordspanischer Ort und eine Gemeinde (municipio) mit 148 Einwohnern (Stand: 2024) in der Provinz Valladolid in der autonomen Region Kastilien-León. Neben dem Hauptort Pedrosa del Rey gehören die Ortschaften Villaester de Abajo und Villaester de Arriba zur Gemeinde.

## Lage
Pedrosa del Rey liegt in der kastilischen Hochebene in einer Höhe von etwa 725 m. Die Autovía A-11 führt durch die Gemeinde. Die Provinzhauptstadt Valladolid befindet sich knapp 48 km (Fahrtstrecke) ostnordöstlich. Das Klima im Winter ist durchaus kalt, im Sommer dagegen warm bis heiß; die spärlichen Regenfälle (ca. 433 mm/Jahr) fallen verteilt übers ganze Jahr.

## Bevölkerungsentwicklung
| Jahr      | 1970 | 1981 | 1991 | 2001 | 2011 | 2021 |
| Einwohner | 454  | 351  | 278  | 232  | 203  | 155  |

## Sehenswürdigkeiten
- Michaeliskirche (Iglesia de San Miguel Arcángel)
- Isidorkapelle

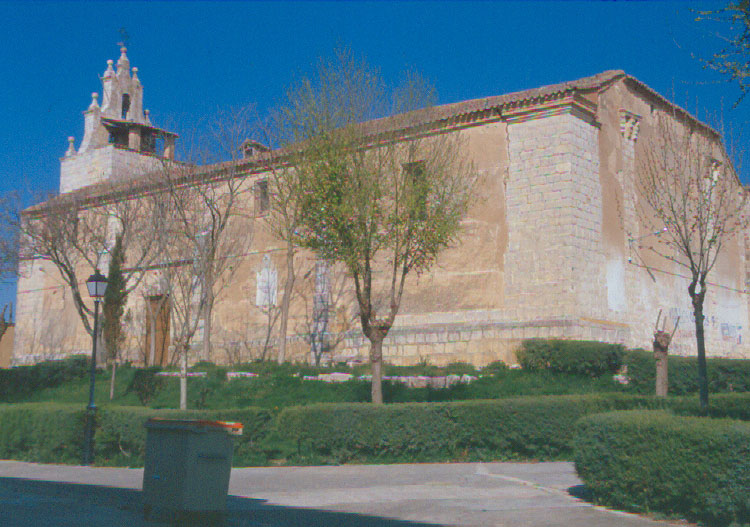
Michaeliskirche